# Hardangerfjord
Le Hardangerfjord est un fjord du comté de Vestland, dans l'ouest de la Norvège et débouchant en mer du Nord. Il est en longueur le deuxième fjord du pays.

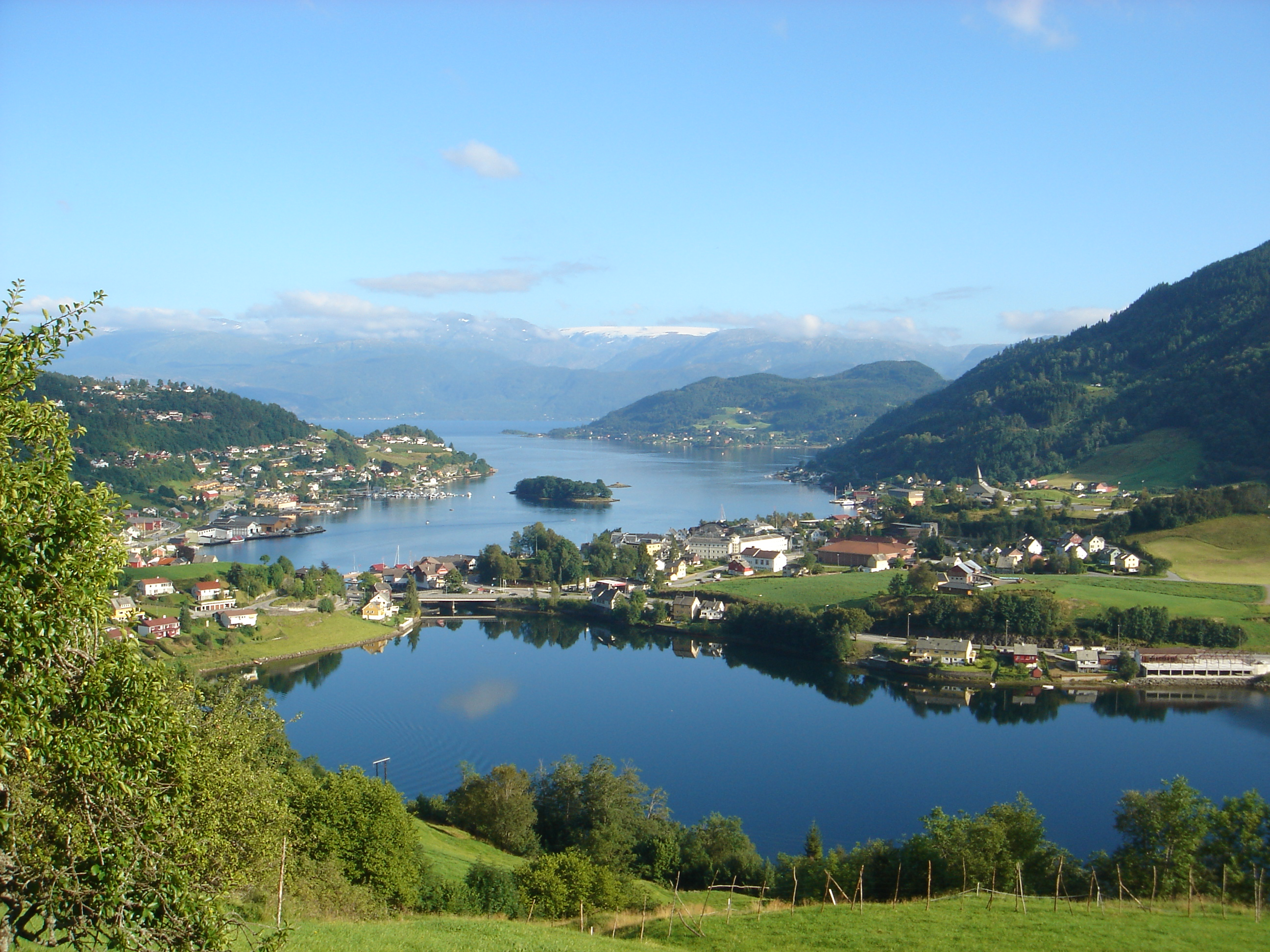
Hardangerfjord